# ۱۸۶۴ (میلادی)
۱۸۶۴ (میلادی) هزار و هشتصد و شصت و چهارمین سال تقویم میلادی است.

## مناسبت‌ها
==رویدادها==پروس.دانمارک

## زادگان
- ۱۳ ژانویه – ویلهلم وین، فیزیک‌دان آلمانی (د. ۱۹۲۸)
- ۲۰ ژوئیه – اریک آکسل کارلفلدت، شاعر سوئدی (د. ۱۹۳۱)
- ۹ اوت – رومن دمووسکی، دیپلمات لهستانی (د. ۱۹۳۹)
- ۱۴ سپتامبر – رابرت سیسیل، سیاست‌مدار بریتانیایی (د. ۱۹۵۸)
- ۱ نوامبر – الیزابت هسن و راین، سیاست‌مدار آلمانی (د. ۱۹۱۸)
- ۶ دسامبر – ویلیام اس هارت، بازیگر، فیلمنامه‌نویس، تهیه‌کننده، نویسنده، و کارگردان آمریکایی (د. ۱۹۴۶)

## درگذشتگان
- ۱۳ ژانویه – استیون فوستر، ترانه‌سرا و آهنگساز آمریکایی (ز. ۱۸۲۶)
- ۲ مه – جاکومو مایربر، آهنگساز آلمانی (ز. ۱۷۹۱)
- ۱۹ مه – ناتانیل هاوثورن، نویسنده و دیپلمات آمریکایی (ز. ۱۸۰۴)
- ۱ دسامبر – ویلیام ال. دیتون، قاضی، دیپلمات، وکیل، و سیاست‌مدار آمریکایی (ز. ۱۸۰۷)
- ۸ دسامبر – جرج بول، ریاضی‌دان و فیلسوف بریتانیایی (ز. ۱۸۱۵)